# پودگروزیه (استان اشوی‌داشکسیه)
پودگروزیه (به لهستانی: Podgrodzie) یک منطقهٔ مسکونی در لهستان است که در گمینا تشمیلوو واقع شده‌است.